# Models Inc.
Models Inc. ist ein Ableger der Serie Melrose Place. Hier spielten Amandas Mutter Hilary Michaels (gespielt von Linda Gray) und ihre Models die Hauptrollen. Sowohl Linda Gray als auch Cassidy Rae (Sarah Owens) und Stephanie Romanov (Teri Spencer) tauchten am Ende der zweiten Staffel bei Melrose Place auf. Daphne Zuniga und Grant Show wiederum spielten im Pilotfilm zu Models Inc. mit. Die Serie brachte es in der TV-Saison 1994/1995 auf insgesamt 29 Episoden.
Die spätere Matrix-Darstellerin Carrie-Anne Moss spielte hier ihre erste große Serienrolle.
Stephanie Romanov spielte gleich zwei Rollen: In der Pilotfolge wurde die von ihr verkörperte Teri Spencer umgebracht. Die Produzenten waren jedoch so begeistert, dass sie sie weiterhin in Flashbacks vorkommen ließen, und schließlich kreierten sie eine neue Rolle für Romanov: Ab Episode 9 kehrte sie als Teri-Look-A-Like Monique Duran in die Serie zurück.
Da die Serie schlechte Quoten hatte, beschloss man, ähnlich wie bei Melrose Place mit Heather Locklear, das ehemalige Der Denver-Clan-Biest Emma Samms als intrigante Grayson Louder in die Serie zu holen. Doch es half nichts und die Serie wurde im Sommer 1995 endgültig eingestellt. Für den europäischen Markt drehte man extra ein richtiges Ende, in dem Grayson erschossen wird und Hilary die Modelagentur schließt.